# 以色列—哈馬斯戰爭期間的大屠殺列表
這是以色列—哈馬斯戰爭期間的大屠殺列表。

## 背景
2023年10月7日，哈馬斯發動阿克薩洪水行動，約2500名哈馬斯武裝分子對以色列前哨基地和定居點發動協同攻擊，其燒毀建築物，屠殺數百名平民，並將數百人綁架到加沙。哈馬斯當天發射了5000多枚火箭。以色列隨後向哈馬斯宣戰。
儘管仍未確定總傷亡人數，但至少600名平民在最初的襲擊中被屠殺，約150至250名平民被綁架到加沙走廊。其他平民一度被綁架，但在以色列反擊下獲救。截至攻擊第一天結束時，以色列已有約1300人喪生，其中大部分是以色列平民，包括超過75名外國人。這是以色列歷史上最血腥的大屠殺。
對於哈馬斯襲擊以色列及屠殺當地居民，以色列針對性空襲加沙以作回應。

## 大屠殺列表
| 日期          | 名稱                 | 地點                     | 死亡人數                                                                                    | 傷者人數  | 綁架人數 |
| ------------- | -------------------- | ------------------------ | ------------------------------------------------------------------------------------------- | --------- | -------- |
| 2023年10月7日 | 內蒂夫哈阿薩拉大屠殺 | 內蒂夫哈阿薩拉           | 超過20人                                                                                    | 未知      | 未知     |
| 2023年10月7日 | 阿盧米姆大屠殺       | 阿魯米姆                 | 16至17人                                                                                    | 未知      | 未知     |
| 2023年10月7日 | 雷姆音樂節大屠殺     | 雷姆附近                 | 超過270人                                                                                   | 未知      | 未知     |
| 2023年10月7日 | 貝埃里大屠殺         | 貝埃里                   | 超過117人                                                                                   | 未知      | 未知     |
| 2023年10月7日 | 納哈爾奧茲大屠殺     | 納哈爾奧茲               | 超過100人                                                                                   | 未知      | 未知     |
| 2023年10月7日 | 卡法阿扎大屠殺       | 卡法阿扎                 | 超過100人                                                                                   | 未知      | 超過7人  |
| 2023年10月7日 | 尼爾奧茲大屠殺       | 尼爾奧茲                 | 超過25人                                                                                    | 未知      | 未知     |
| 2023年10月7日 | 尼爾伊扎克大屠殺     | 尼爾伊扎克               | 超過3人                                                                                     | 未知      | 5人      |
| 2023年10月7日 | 霍利特大屠殺         | 霍利特                   | 超過13人                                                                                    | 未知      | 未知     |
| 2023年10月7日 | 艾因哈什洛沙大屠殺   | 艾因哈什洛沙             | 超過5人                                                                                     | 未知      | 未知     |
| 2023年10月7日 | 基蘇菲姆大屠殺       | 基蘇菲姆                 | 至少15名平民和外勞死亡。 8名士兵陣亡                                                        | 未知      | 超過3人  |
| 2023年10月7日 | 尼里姆大屠殺         | 尼里姆                   | 超過5人                                                                                     | 多人      | 未知     |
| 2023年10月7日 | 可达鸭音乐节大屠杀   | 內蓋夫                   | 17                                                                                          | 未知      | 未知     |
| 2024年2月29日 | 麵粉大屠殺           | 加薩北部                 | 118人                                                                                       | 760人     |          |
| 2024年5月26日 | 特爾蘇丹大屠殺       | 特爾蘇丹                 | 45至50名平民， 2名哈瑪斯官員（以方稱）                                                      | 200人     |          |
| 2024年6月8日  | 努塞拉特難民營大屠殺 | 代爾拜萊赫努塞拉特難民營 | 至少276名巴勒斯坦人被殺（據加薩走廊衛生部官員） 巴勒斯坦人傷亡不到100人（根據以色列國防軍） | 超過698人 |          |

※據聯合國統計以哈戰爭，從2023年10月7日開始至2024年11月8日，在加薩走廊的巴勒斯坦人民死亡人數計43550名，在已核實的死亡人數中，約80%是在住宅大樓或類似住房中被殺害的，其中44%為兒童，26%為婦女。

## 另見
- 2023年以色列-哈瑪斯戰爭中的戰爭罪（英语：War crimes in the 2023 Israel–Hamas war）
- 以色列—哈馬斯戰爭期間的軍事行動列表